# Pedro Luján (villista)
General Pedro Luján fue un militar mexicano que participó en la Revolución mexicana.
Nació en Bustillo, Chihuahua. En 1910 se incorporó al movimiento maderista; en mayo de 1911 fue comisionado por Francisco I. Madero para escoltar al general federal Juan J. Navarro en su paso hacia los Estados Unidos. Formó parte de la escolta de "Dorados" del general Francisco Villa. En abril de 1916 fue capturado por las fuerzas estadounidenses del general John J. Pershing y confinado al estado de Nuevo México, Estados Unidos. Más tarde fue liberado y volvió al país para establecerse en Chihuahua. 
- Datos: Q6069364